# 东方红5型柴油机车
东方红5型柴油机车是中国铁路使用的柴油机车車型之一。该型机车是在东方红2型柴油机车的基础上，根据中国铁路大中型编组站的调车作业特点，采取提高整备重量、增设工况齿轮箱、改善总体布置等改进措施，由资阳内燃机车厂于1976年研制成功并投入批量生产的调车和小运转用液力传动柴油机车，至1995年停产为止共生产了710台，主要用户除了中国国家铁路之外，还包括众多钢铁、石化、港口等路外厂矿企业铁路。东方红5型柴油机车装用一台12V180ZJ型高速柴油机和一台ZJ2012型液力变速箱（后来改用ZJ2011型液力变速箱），调车工况时机车最高速度为40公里/小时，小运转工况时最高速度为80公里/小时。东方红5型机车的成功也为资阳内燃机车厂的工矿系列柴油机车产品线打下了技术基础，后继的东方红5B型、东方红5C型、东方红7型、GK系列液力传动柴油机车均是东方红5型机车的技术延伸。

## 发展历史

### 开发背景
1971年，青岛四方机车车辆厂和资阳内燃机车厂在援外的DFH系列柴油机车基础上，共同设计出供中国国内使用的东方红2型液力传动调车机车，并于1973年由资阳内燃机车厂试制成功和投入批量生产。然而，该型机车原本仅打算作为供应地方厂矿企业的轻型调车机车使用，但大部分后来却配属各地的铁路局担当干线车站的调车任务。由于东方红2型机车并非按照干线编组站的调车需要而设计，经过一段时间运用后机务部门普遍反映该型机车执行调车作业时“拉不动、停不住、跑不快”，主要原因的机车设计构造速度较高（62公里/小时），但机车粘着重量不足（60吨）。1975年，资阳内燃机车厂根据这些意见对机车进行改进设计，包括提高整备重量、增设工况齿轮箱、改善设备布置等，于1976年4月27日完成试制第一台东方红5型柴油机车。
与原来的东方红2型机车相比，东方红5型机车同样采用一台12V180ZJ型高速柴油机和一套液力传动装置，但轴重由15吨增加到21吨（后来调整为21.5吨），整备重量由60吨增加到84吨（后来调整为86吨），机车的起动牵引力和制动力相应提高；又增设工况齿轮箱（中间齿轮箱），通过换档可实现调车及小运转两种工况，从而扩大了机车的使用范围；同时加大了司机室空间，改为布置于机车偏中部位，改善乘务员和调车员的工作和瞭望条件。此外，东方红5型机车还加大了油箱容积，亦改善了机车的冷却、防寒、隔音能力。经改进后，东方红5型机车的起动牵引力、持续牵引力比东方红2型机车分别提高了43%、67%，解决了东方红2型机车的缺点。
1976年5月，东方红5型0001号机车出厂后首先在成都铁路局管内成都站进行调车作业试验，又在成汶铁路成都至灌县、宝成铁路成都至德阳区间进行小运转试验。同年，第一批东方红5型调车机车正式配属北京铁路局天津机务段使用，并在丰台西、天津等车站，以及津山铁路塘沽支线等地分别进行了调车作业和小运转作业试验。试验结果显示机车牵引性能达到了设计要求，与东方红2型调车机车相比有大幅提高，起动牵引力提高了43%，持续牵引力提高了67%，解决了东方红2型机车的各种缺点。机车在驼峰的推送能力从2300吨提高到3300吨；进行调车作业时牵引2400吨，最高速度可达20公里/小时。试验证明东方红5型机车能够胜任牵引定数2400吨以下大型编组站、牵引定数3500吨以下中型编组站的调车作业需要，并可承担牵引定数不大于600吨的客货小运转任务。
从1976年投入批量生产到1995年停产为止，资阳内燃机车厂共生产了710台东方红5型柴油机车，其中有408台机车在中国各地的冶金、石化、水电、港口等160多家地方工矿铁路使用。国家铁路的东方红5型机车大多数配属到北京、天津、石家庄、山海关、沈阳、丹东、三棵树、勉西等机务段使用。路外厂矿企业用户的例子有鞍山钢铁弓长岭矿业集团灯塔石灰石矿铁运车间、宝山钢铁、武汉钢铁、本溪钢铁、沈煤集团、中原特钢、天津港、宁波港、广州港等。

### 衍生车型
1981年，资阳内燃机车厂应广州黄埔港务管理局的订货要求，在东方红4型、东方红5型柴油机车的基础上，于1981年设计试制了用于调车和小运转的2000马力液力传动调车机车，并将其命名为东方红6型柴油机车。该型柴油机车采用了大量与东方红4型机车通用的零部件，机车装用一台16V200Z型柴油机及ZJ2020/G型液力传动箱，柴油机装车功率为2000马力，是迄今为止中国国内功率最大的液力传动调车柴油机车。
1985年，资阳内燃机车厂对东方红5型机车进行设计改进，在保持总体布置大体不变和主要零部件互换通用的原则下，先后研制了东方红5B型（3000系）和东方红5C型（4000系）机车，其中东方红5C型机车是专为冶金企业设计的。与东方红5型机车相比，东方红5B、东方红5C型机车的主要改进包括，将柴油机装车功率由1075马力（790千瓦）提高到1250马力（920千瓦）；机车整备重量由86吨增加到92吨，轴重相应提高到23吨；换用了效率更高的液力变扭器和加强型车轴齿轮箱；并进一步改进了机车的空气滤清系统、冷却系统、转向架等，使机车整体的牵引性能、经济性和可靠性均有所提高。为了适应机车在冶金、化工工厂恶劣环境下使用的需要，机车采用了耐高温、防腐蚀材料，能够在50℃环境温度正常工作。东方红5B、5C型机车并可以根据用户需要，加装重联装置。

## 技术特点

### 总体布置

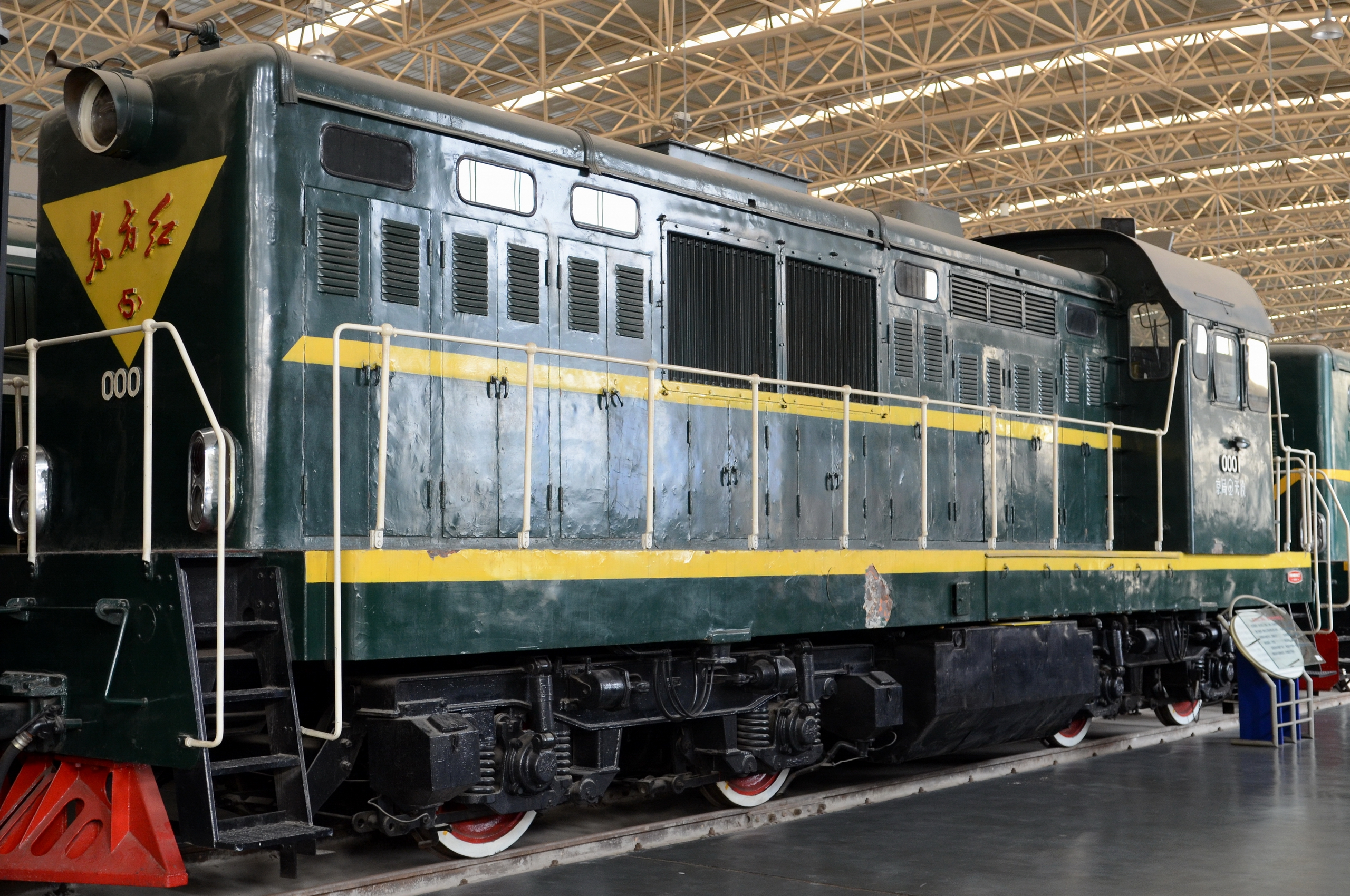
东方红5型机车的II端车头

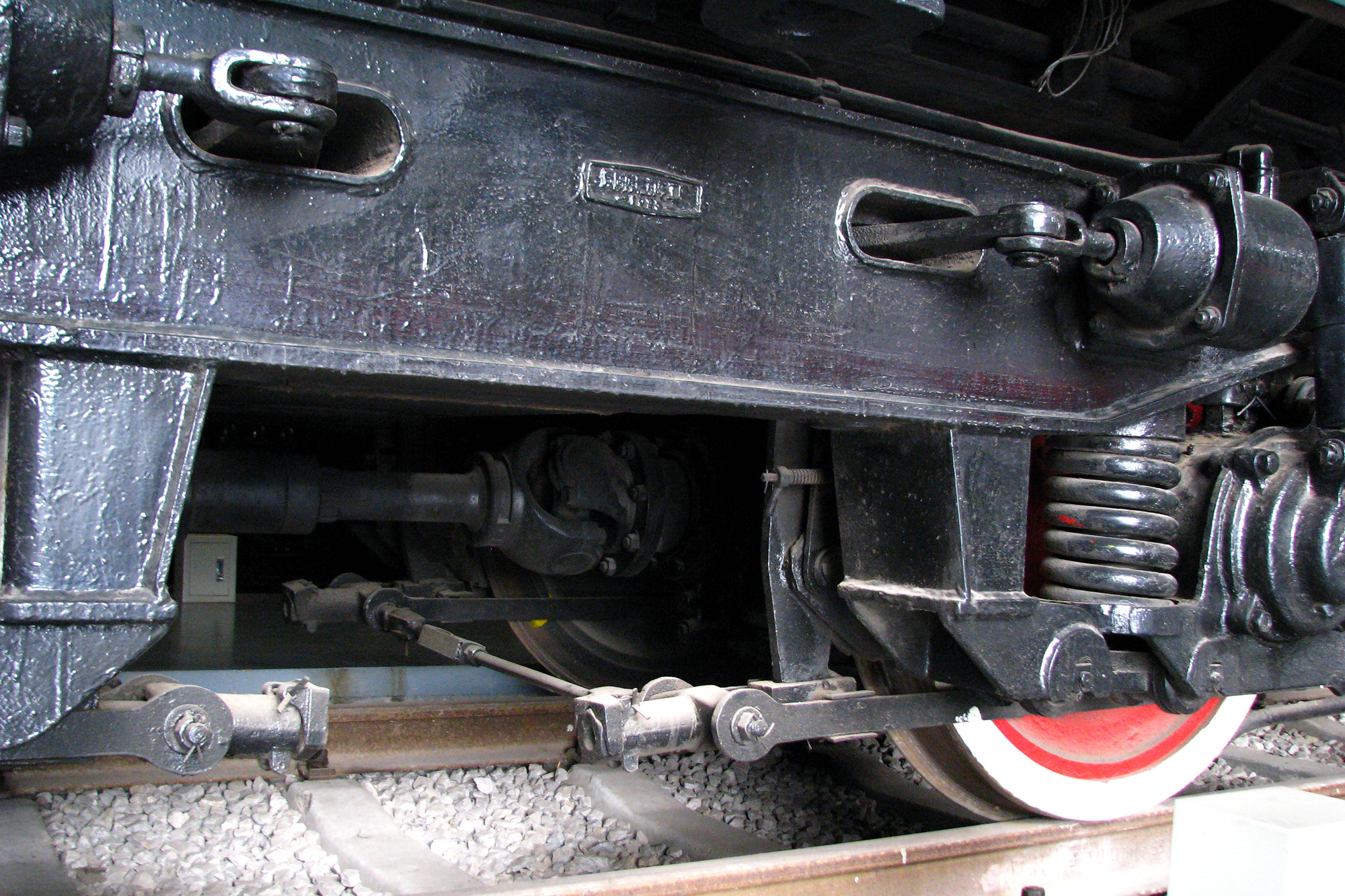
东方红5型机车的转向架，可见内侧的万向轴和车轴齿轮箱

东方红5型柴油机车是1250马力液力传动调车柴油机车，机车轴式B-B，轴重21.5吨，总重86吨。机车采用全钢电焊、单司机室、双侧外走廊、主车架承载的罩式车体，在主车架心盘横梁一侧和牵引梁上部两侧装有压铁。车体从前端至后端分为制动室、传动冷却室、动力室、司机室、后机室五个部分。制动室内装有空气压缩机和总风缸等空气制动设备。传动冷却室的下方设有一台液力变速箱，上方设有V型结构的散热器组，以及一个经由液力偶合器驱动的冷却风扇，传动冷却室的侧面和顶部均设有通风百叶窗。动力室内装有一台柴油机，以及燃油系统、机油系统、进排气装置、空气滤清器、起动发电机、液力传动油热交换器、膨胀水箱等附属设备。司机室内在机车运行方向（I端）左侧设有一个司机操纵台，后侧中间设有副操纵台，司机室内还设有电子控制柜和外部电源装置等设备。后机室内设有预热锅炉、手制动装置等设备。车体下方两台转向架之间的空间，吊挂着一个容量为3200公斤的燃油箱。主车架两侧中部位置设有铅酸蓄电池箱。

### 柴油机
东方红5型柴油机车装用一台12V180ZJ型柴油机，与DFH系列、东方红3型柴油机车相同。12V180ZJ型柴油机为四冲程、V型结构、12气缸、预燃室式、涡轮增压、增压空气中间冷却的高速柴油机，气缸直径180毫米，活塞行程205毫米，额定转速为每分钟1500转，标定功率为1250马力。在早期生产的0001～0094号机车上，柴油机装车功率为1250马力（920千瓦）。从1978年生产的0095号机车开始，柴油机装车功率改为1075马力（790千瓦），机车的起动牵引力和持续牵引力相应改变。柴油机采用合金铸铁铸造机体、隧道式曲轴箱体、湿式气缸套、合金铸铁气缸盖、合金钢锻压曲轴、铝合金整体铸造活塞和组合式喷油泵。柴油机设有废气涡轮脉冲增压装置，装用一台45GP804A型涡轮增压器，采用单级轴流式涡轮和离心式压气机，最高转速为每分钟23000转，涡轮进口最高温度为650°C。

### 传动系统
东方红5型柴油机车是单机组设计的液力传动四轴柴油机车，液力传动系统主要包括液力传动箱、中间齿轮箱（工况齿轮箱）、车轴齿轮箱、辅助传动装置、万向轴等。液力传动箱位于车体中部、机车冷却室下方，并通过四个弹性支座固定在机车车架上。东方红5型和东方红2型机车在传动系统的主要分别，在于前者增设了可改变机车牵引特性的中间齿轮箱，使机车具有两档不同的构造速度。中间齿轮箱安装在柴油机和液力变速箱之间的主车架地板下，中间齿轮箱内有两对不同传动比的齿轮，通过离合器调换齿轮对以获得不同的转速和扭矩，调车工况时的最高速度为40公里/小时，小运转工况时的最高速度为80公里/小时。柴油机通过万向轴将功率传递到液力传动箱，再从液力变速箱的下部输出法兰，以万向轴传给中间齿轮箱并且两端输出，再以万向轴传给前后转向架上的车轴齿轮箱，从而驱动轮对。
早期生产的0001～0094号机车采用了资阳内燃机车厂自行设计的ZJ2012型液力变速箱，该液力变速箱是采用多循环圆结构的液力传动装置，内装有一个B8-III型起动变扭器和一个B10型运转变扭器，其中起动变扭器适用于机车起动和低速工况，而运转变扭器适用于机车中、高速运转工况，机车运行过程中通过变扭器充排油实现自动换档；传动装置采用换向离合器进行机械换向，可选用自动或手动换向。从1978年生产的0095号机车开始改用ZJ2011型液力变速箱，当输入转速为每分钟1500转时，变矩器泵轮吸收功率由1080马力（795千瓦）改为950马力（700千瓦），变矩器泵轮最高转速由每分钟3750转改为3593转。

### 转向架
机车走行部为两台二轴转向架。转向架构架采用钢板焊接箱型结构。车轴轴箱采用双拉杆定位结构的无导框滚动轴承轴箱，轴箱通过装有橡胶关节元件的上、下轴箱拉杆与构架相连接，实现轴箱相对于构架的横向和纵向定位。轴箱内装有两列滚柱轴承，并设有轴向橡胶缓冲支承。转向架构架侧梁中部上设有油浴式平面滑动摩擦旁承装置，车体全部重量通过四个旁承由两台转向架支承。一系弹簧悬挂装置为轴箱与构架之间的轴箱圆弹簧，另外还装有垂向液压减震器。机车采用具有弹性销套和耐磨尼龙筒的中心销来传递牵引力和制动力。基础制动方式为双侧铸铁闸瓦踏面制动，每个车轮各自有一套独立制动缸和杠杆传动机构。

## 升级改造
中车资阳公司改造了自备的东方红5型0411号机车，改造后此车配备了200kWH电池和100kW柴油机作为混合动力源，可以直接采用380伏工业电接入充电。中车资阳公司同时宣布搭建起了东方红5、GK系列传统液传机车的混合动力改造平台，可以满足国内25%左右的老旧铁路机车改造。

## 重大事故
- 1989年12月22日，哈尔滨机务段三棵树机务段的东方红5型0230号机车，担当哈尔滨周边的3712次小运转列车。当列车运行至顾乡屯站5道时，因司机昏迷冒进出发信号机，与下行正在进站的3197次货物列车发生侧面冲突，造成2台机车脱轨，3712次机车司机当场死亡，机车中破1台、小破1台，客车报废1辆、小破1辆，中断正线行车1小时22分，直接经济损失9万元人民币。

## 车辆保存
- 东方红5型0001号机车：由资阳内燃机车厂于1976年生产，原配属北京铁路局天津北机务段（原沧州机务段），于2002年9月进入中国铁道博物馆保存展示，经鉴定后被评定为国家一级文物[6]。
- 东方红5型0203号机车：保存于黑龙江省牡丹江市的牡丹江机务段机车文化园作静态展示。
- 东方红5型0332号机车：保存于安徽省合肥市的合肥铁路工程学校作静态展示。
- 东方红5型0371号机车：于2009年进入沈阳铁路陈列馆保存展示。
- 东方红5型0411号机车：资阳内燃机车厂于1989年生产，用于厂内调车作业，2015年停用，2020年中车资阳公司对其混合动力升级改造[5]。

## 参看
- DFH系列柴油机车
- 东方红2型柴油机车
- 东方红3型柴油机车
- 混合動力鐵路車輛